# 5795 Рощина
5795 Рощина (5795 Roshchina) — астероїд головного поясу, відкритий 27 вересня 1978 року.
Тіссеранів параметр щодо Юпітера — 3,589.